# Anisolabis breviforceps
Anisolabis breviforceps är en tvestjärtart som beskrevs av Brindle 1979. Anisolabis breviforceps ingår i släktet Anisolabis och familjen Carcinophoridae. Inga underarter finns listade i Catalogue of Life.